# 若者たちはいま
『若者たちはいま』（わかものたちはいま）は、1974年10月27日から1978年2月22日までNHK総合テレビで放送された全35回のヒューマンドキュメンタリー番組である。

## 概要
毎回各界の著名人が若者たちを取材していた番組であった。基本的には毎月最終週のみに放送されたが、例外となった回もある。

## 放送時間
いずれも日本標準時。回によっては別の曜日・時間帯での放送になる場合あり。
- 毎月最終日曜 10:00 - 10:30 （1974年10月27日 - 1976年3月28日）
- 毎月最終水曜 22:15 - 22:45 （1976年4月28日 - 1978年2月22日）

## 放送リスト
| 回 | 放送日                                   | サブタイトル                               | リポーター       |
| -- | ---------------------------------------- | ------------------------------------------ | ---------------- |
| 1  | 1974年10月27日                           | 大漁運動会 〜岩手県宮古市重茂〜            | 宍戸錠           |
| 2  | 1974年11月24日                           | 受験のあと                                 | 福地泡介         |
| 3  | 1974年12月29日                           | 歌手志願                                   | 黒田征太郎       |
| 4  | 1975年1月26日                            | 特訓 -東京・目黒高校ラグビー部-            | 篠田正浩         |
| 5  | 東京：1975年2月23日 地方：1975年7月28日  | 寮歌たえず                                 | 山田洋次         |
| 6  | 1975年4月27日                            | 5年目の同窓会                              | 井上ひさし       |
| 7  | 1975年5月25日                            | 熱気球野郎                                 | 森村桂           |
| 8  | 東京：1975年6月29日 地方：1975年7月31日  | ニセタの島                                 | 長部日出雄       |
| 9  | 1975年7月27日                            | 海外移住前夜                               | サトウ・サンペイ |
| 10 | 1975年7月29日                            | 泣き笑い漫才コンテスト                     | 藤本義一         |
| 11 | 1975年8月31日                            | 帰郷                                       | 浦山桐郎         |
| 12 | 1975年9月28日                            | 俺達の旅路                                 | 上條恒彦         |
| 13 | 総合：1975年10月26日 教育：1976年1月15日 | タカラヅカ予科生                           | 阿部牧郎         |
| 14 | 1975年11月30日                           | よーい・どん -22時間・100キロレース-       | 黒田征太郎       |
| 15 | 1975年12月28日                           | 野良のうたを求めて                         | 福村芳一         |
| 16 | 1976年1月25日 1976年2月6日               | 全寮生中学日記 -鹿児島ラ・サール学園-      | 神津善行         |
| 17 | 1976年2月29日                            | 大漁囃子は消えず                           | 浦山桐郎         |
| 18 | 1976年3月28日                            | 今日かぎりの母校よ                         | 米倉斉加年       |
| 19 | 1976年4月28日 1976年9月29日              | 花嫁候補は浪速っ子 花嫁さんは浪速っ子      | 渥美清           |
| 20 | 1976年5月26日                            | わが青春のモントリオール                   | 篠田正浩         |
| 21 | 1976年6月30日                            | 大蔵省51年組                               | 黒田征太郎       |
| 22 | 1976年10月27日                           | 生きてるっていってみろ                     | 友川かずき       |
| 23 | 1976年11月24日                           | ドラフトの日                               | 水島新司         |
| 24 | 1977年1月26日 1977年8月7日               | アイドルを追え                             | 黒田征太郎       |
| 25 | 1977年2月23日                            | 15の春                                     | 虫明亜呂無       |
| 26 | 1977年3月16日                            | ふたつの旅立ち 〜東京都小笠原村〜          | 河原崎長一郎     |
| 27 | 1977年4月20日                            | スターへの階段                             | 寺山修司         |
| 28 | 1977年5月25日                            | はじめての出漁                             | つかこうへい     |
| 29 | 1977年6月29日                            | おらが村の田植えのころは… 〜秋田県羽後町〜 | 赤塚不二夫       |
| 30 | 1977年8月31日                            | ラスト・コンサート                         | 檀ふみ           |
| 31 | 1977年9月28日                            | 明日の星をめざせ -女子レスラー誕生-        | 黒田征太郎       |
| 32 | 1977年10月26日                           | ビーナスの条件                             | 渡辺文雄         |
| 33 | 1977年11月30日                           | 江川卓・22歳                               | 篠田正浩         |
| 34 | 1978年1月25日                            | 荒ぶるうたふたたび -早大ラグビー部-        | 野坂昭如         |
| 35 | 1978年2月22日                            | 明日に向かって走れ                         | 輪島功一         |